# کاهش ایمنی مرتبط با همجنس‌گرایی
کاهش ایمنی مرتبط با همجنس‌گرایی (انگلیسی: Gay-related immune deficiency؛ مخفف: GRID) نامی است که در سال ۱۹۸۲ به یک «خوشه از پرونده‌های غیرمنتظره»گفته شد در این پرونده‌ها گروهی از مردان همجنس‌گرا در کالیفرنیای جنوبی و نیویورک دیده شدند که مبتلا به سارکوم کاپوزی و سینه‌پهلو پنوموسیستیس بودند. این افراد در اصل اولین پرونده‌های ایدز بودند.
هنگام شروع شیوع ایدز بسیاری از دکترها توصیه کردند همجنس‌گرایان مرد حداقل سکس تصادفی را بازبینی کرده و دیگر انجام ندهند.
اصلاح ایدز (AIDS, acquired immune deficiency syndrome به معنی سندرم نقص ایمنی اکتسابی) بعدتر در همان سال ۱۹۸۲ به جای لفظ gay cancer سرطان همجنسگرایان پیشنهاد شد.